# La Marañosa
La Marañosa est une localité de Madrid, en Espagne. Formées par un inselberg, ses collines, culminant à 700 mètres de hauteur, permettent d'avoir une vue d'ensemble des deux rives de la rivière Jarama.
Le lieu est connu pour avoir abrité les installations de la Fabrica Nacional de Productos Quimicos, une usine de fabrication de produits chimiques construite en 1924 avec l'aide de l'Allemagne ayant approvisionné l'armée espagnole d'Afrique en armes chimiques lors de la troisième guerre du Rif.

## Bataille du Jarama
La Marañosa a été impliquée lors de la bataille du Jarama. Ainsi, l'offensive franquiste a débuté par des assauts des positions républicaines sur la partie ouest du Jarama. Prises par surprise, les forces républicaines ont été surpassées par les nationalistes. Ces derniers étaient dirigés par le général García Escámez (es) sur le front droit (sud), par le général Rada sur le front gauche (nord) et par le général Asensio au centre. Le 6 février, Escámez surgit à Ciempozuelos et décime la XVIII brigade, qui perd 1 800 hommes. Quant à eux, les hommes de Rada prennent les collines de La Marañosa. Les hommes des deux bataillons républicains situés au sommet tentent vainement de défendre leur position et meurent jusqu'au dernier. Les nationalistes utiliseront par la suite le sommet de la colline pour contrôler les mouvements sur la rivière à l'aide d'artillerie et de mitrailleuses.